# Aborto na Islândia
O aborto é legalizado na Islândia desde 1975 para diversos casos até a décima sexta semana de gravidez, permitindo à mulher exercer a sua liberdade individual. A legislação do país enfatiza que a mulher pode solicitar o aborto por motivos sociais, como falta de renda, planejamento familiar ou apenas falta de condições mentais para ter um filho. O limite de 16 semanas de gravidez para realizar o aborto não se aplica caso a vida da gestante corra perigo decorrente da gravidez ou quando há deformidade no feto. Quem descumpre a lei na Islândia tem pena de cinco a sete anos de detenção.